# Etnografía de Nayarit
En el estado mexicano de Nayarit, el 90 % de la población es mestizo, un 5 % indígena, el 4 % se considera de ascendencia europea y el 2 % restante pertenece a otros grupos.[cita requerida]
....
El censo de 2000 registró 37 206 habitantes que hablan al menos una lengua indígena, de los cuales 18 784 son hombres y 18 422 mujeres; asimismo, 6785 de ellos, no hablan español, destacándose que 2563 son hombres y 4222 mujeres; por lo que existe en gran manera todavía una cierta tendencia de sumisión femenina indígena, manifiesta en la marginación del aprendizaje del español.
Los huicholes, son el grupo más representativo, con 16 932 individuos, seguidos de los coras, con 15 389; los tepehuanos, con 1422; el náhuatl, con 1422; el zapoteco, con 554; el tlapaneco, con 235; el purépecha, con 222; el mazahua, con 156; el mixteco, con 106; el maya, con 59 y el otomí, con 45 hablantes.
Los hablantes de lenguas indígenas en Nayarit se estiman en un 5,41 % de la población (unos 65 000 hablantes). Representan así cerca de un 1 % de los aproximadamente 6,8 millones de hablantes de lenguas indígenas en México.
Cabe destacar que, como resultado de las migraciones de trabajadores agrícolas y de los residentes extranjeros en la costa sur del estado, se cree que existen en Nayarit unas 3500 personas hablan inglés, de las cuales un 75 % lo tiene como segunda lengua; y unas 700 personas que hablan francés, en su mayoría hijos de residentes en Canadá que constantemente viajan a México a visitar a su familia. Por último, cabe destacar también la colonia canadiense que se estableció hace ya algunos años en el corredor turístico San Blas-Bahía de Banderas, la cual varía en las diferentes épocas del año, y que es bilingüe (inglés-español o francés-español) o trilingüe (inglés-francés-español).
El aprendizaje del náhuatl en Nayarit todavía es muy reducido en comparación con otras entidades federativas; más bien su crecimiento en el estado se debe a la inmigración de población que procede de Guerrero, Puebla y Veracruz.